# Liste der Bodendenkmale in Polle
In der Liste der Bodendenkmale in Polle sind die Bodendenkmale der niedersächsischen Gemeinde Polle aufgeführt. Die Quelle ist der Denkmalatlas Niedersachsen. 

Polle im Landkreis Holzminden

Der Stand der Liste ist der 30. Januar 2025.

## Allgemein
In den Spalten finden sich folgende Informationen des Bodendenkmales:
| Lage         | geographische Koordinaten                                                           |
| Bezeichnung  | Bezeichnung lt. Denkmalatlas                                                        |
| Beschreibung | Beschreibung lt. Denkmalatlas                                                       |
| ID           | Objekt-ID                                                                           |
| Bild         | Bild, ggf. zusätzlich mit Link zu weiteren Fotos im Medienarchiv Wikimedia Commons. |

## Polle
| Lage                        | Bezeichnung        | Beschreibung | ID       | Bild           |
| --------------------------- | ------------------ | --- | -------- | -------------- |
| 51° 53′ 13″ N, 9° 21′ 14″ O | Polle 5, Grabhügel | Durchmesser ca. 10 m und Höhe ca. 0,6 m. Steinhügel aus Kalksteinbrocken. | 28968311 | BW             |
| 51° 53′ 51″ N, 9° 24′ 25″ O | Polle 9, Burg      | Reste der Burg der Grafen von Everstein, erste urkundlicher Erwähnung 1285, zerstört im 17. Jh. Die Burg Polle steht auf einem nach drei Seiten steil abfallenden Felsvorsprung unmittelbar an der Weser. Die mit Ringmauern befestigte Anlage besteht aus einer Vor- und einer Hauptburg. Auf der Oberburg werden beide Längsseiten von Gebäuden gesäumt, die nördliche wurde zum Teil vom Palas eingenommen. Der Bergfried in der Mauer eingebunden westlich des Torbaues. Sein rundes, aufgehendes Mauerwerk steht auf einem polygonalen Unterbau. Von den ehemaligen Vorburggebäuden ist seit den Zerstörungen 1945 außer dem Renaissanceportal von 1613 nichts mehr vorhanden. Dieses wurde 1656 in ein großes Amtshaus integriert, einem traufständigen Gebäude mit steinernem Untergeschoss und zwei vorkragenden Fachwerkgeschossen. Bei kleineren Ausgrabungen auf dem Burggelände wurden mehrere Keller und eine Herdstelle freigelegt. | 28968312 | Weitere Bilder |